# Tshokkavaara
Tshokkavaara är en kulle i Finland. Den ligger i Enare kommun i landskapet Lappland, i den norra delen av landet, 900 km norr om huvudstaden Helsingfors. Toppen på Tshokkavaara är 343 meter över havet.
Terrängen runt Tshokkavaara är huvudsakligen platt. Trakten runt Tshokkavaara är nära nog obefolkad, med mindre än två invånare per kvadratkilometer.